# Fex
Ein Fex ist jemand, der von etwas sehr begeistert ist. Der Begriff ist überwiegend in Süddeutschland und Österreich bekannt.
Ein bekanntes Kompositum ist Bergfex. Andere Komposita wie zum Beispiel Lagerfex sind in Vergessenheit geraten.
Die Etymologie des Wortes „Fex“ ist unklar; der Begriff tauchte in Salzburg im 18. Jahrhundert auf. Faex oder Fex hatte die Bedeutung von Bodensatz, Hefe, auch im Sinn von niedrigster Volksklasse. Das Wort lebt noch in den Bezeichnungen „Bergfex“, „Modefex“, „mach keine Faxen“ und Vexierspiegel.
Fürsterzbischof Colloredo nannte Wolfgang Amadeus Mozart „Lump, Lausbub und Fex“, als er ihm kündigte.